# Chiasmocleis supercilialba
Chiasmocleis supercilialba é uma espécie de anfíbio anuro da família Microhylidae. Está presente no Peru. Não foi ainda avaliada pela UICN.